# Johann Reinhold von Patkul
Pour les articles homonymes, voir Reinhold.
Johann Reinhold von Patkul (1660-1707) est un noble de Livonie suédoise qui a joué un rôle clé dans le déclenchement de la Grande Guerre du Nord entre la Suède et ses voisins.

## Biographie
Officier dans l'armée suédoise, il atteint le grade de capitaine. 
En 1689, il fait partie d'une députation chargée de défendre devant Charles XI les privilèges de la noblesse germano-balte de Livonie, qui vont cependant être réduits par les réformes de 1692 : celles-ci remettent en question le statut de quasi servage des paysans lettons et estoniens. 
À l'avènement de Charles XII, il tente de réunir la Livonie à la Russie ou à la Pologne ; mais il échoue et est condamné à mort. 
Il s'enfuit en Courlande, puis vient en Pologne et entre au service d'Auguste II, électeur de Saxe et roi de Pologne élu en 1697, qui le nomme conseiller intime en 1698. Il passe ensuite en Russie et Pierre le Grand l'envoie comme ambassadeur à la cour de Pologne, d'où il s'efforce en vain de susciter en Livonie une insurrection contre les Suédois. Il joue un rôle majeur dans la mise en place de l'alliance militaire entre la Pologne-Lituanie, le Danemark, la Saxe et la Russie contre la Suède en 1699 qui est à l'origine de la Grande Guerre du Nord.
Il finit par s'aliéner le roi Auguste qui, ayant reconnu sa défaite au traité d'Altranstädt (1706) et renoncé au trône de Pologne au profit de Stanislas Leszczynski, le livre à Charles XII en 1707. Traduit devant un conseil de guerre, il est condamné à mort pour haute trahison ; l'exécution a lieu à Kazimierz Biskupi avec d'horribles raffinements de cruauté : il est roué et écartelé.